# Săcălășeni
Săcălășeni – wieś w Rumunii, w okręgu Marmarosz, w gminie Săcălășeni. W 2011 roku liczyła 840 mieszkańców.